# Наокі Кадзу
Наокі Кадзу (яп. 直木 和, нар. 23 березня 1918 — пом. ?) — японський футболіст, що грав на позиції нападника.

## Виступи за збірну
Дебютував 1940 року в офіційних матчах у складі національної збірної Японії. У формі головної команди країни зіграв 1 матч.

## Статистика
Статистика виступів у національній збірній.
| Збірна Японії | Збірна Японії | Збірна Японії |
| Роки          | Ігри          | голи          |
| ------------- | ------------- | ------------- |
| 1940          | 1             | 0             |
| Усього        | 1             | 0             |